# Circondario di Gradisca
Il circondario di Gradisca era uno dei circondari in cui era suddivisa la provincia del Friuli.

## Storia
Il circondario venne istituito nel 1923 in seguito alla riorganizzazione amministrativa dei territori annessi al Regno d'Italia dopo la prima guerra mondiale; si estendeva sul territorio degli ex distretti giudiziari di Gradisca, Cormons e Cervignano (esclusi il comune di Grado e la frazione di Isola Morosini). Dopo pochi mesi il circondario di Gradisca cedette il mandamento di Cervignano al circondario di Udine.
Il circondario di Gradisca ebbe un'esistenza effimera: venne soppresso nel 1926 insieme ad altri 95 circondari; i comuni che ne facevano parte vennero aggregati al circondario di Gorizia.

## Geografia antropica

### Suddivisioni amministrative
All'atto dell'istituzione il circondario era così composto:
- mandamento di Gradisca:
  - comuni di Corona; Farra d'Isonzo; Gradisca d'Isonzo; Mariano del Friuli; Romans; Sagrado; Versa; Villesse
- mandamento di Cormons:
  - comuni di Bigliana; Brazzano; Capriva di Cormons; Chiopris-Viscone; Cormons; Cosbana nel Collio; Dolegna nel Collio; Medana; Medea; Moraro; Mossa; San Lorenzo di Mossa
- mandamento di Cervignano:
  - comuni di Aiello; Aquileia; Campolongo al Torre; Cervignano del Friuli; Fiumicello; Ioannis; Muscoli-Strassoldo; Perteole; Ruda; San Vito al Torre; Scodovacca; Tapogliano; Terzo di Aquileia; Villa Vicentina; Visco